# Maria Osiecka-Kuminek
Maria Osiecka-Kuminek, również jako Maria Kuminek, Maria Kuminek-Osiecka (ur. 7 grudnia 1925 w Dobrucowej, zm. 5 sierpnia 2011 w Warszawie) – polska scenograf filmowa i dekoratorka wnętrz. 
Córka Stanisława Osieckiego działacza ruchu ludowego, posła. senatora i ministra w II RP. Absolwentka Szkoły  Cecylii Plater-Zyberk, historyk sztuki. Laureatka Nagrody za scenografię do filmu Panny z Wilka na Festiwalu Polskich Filmów Fabularnych w Gdańsku w 1979.
Spoczywa na cmentarzu Powązkowskim w Warszawie (kw. 184–IV–1).

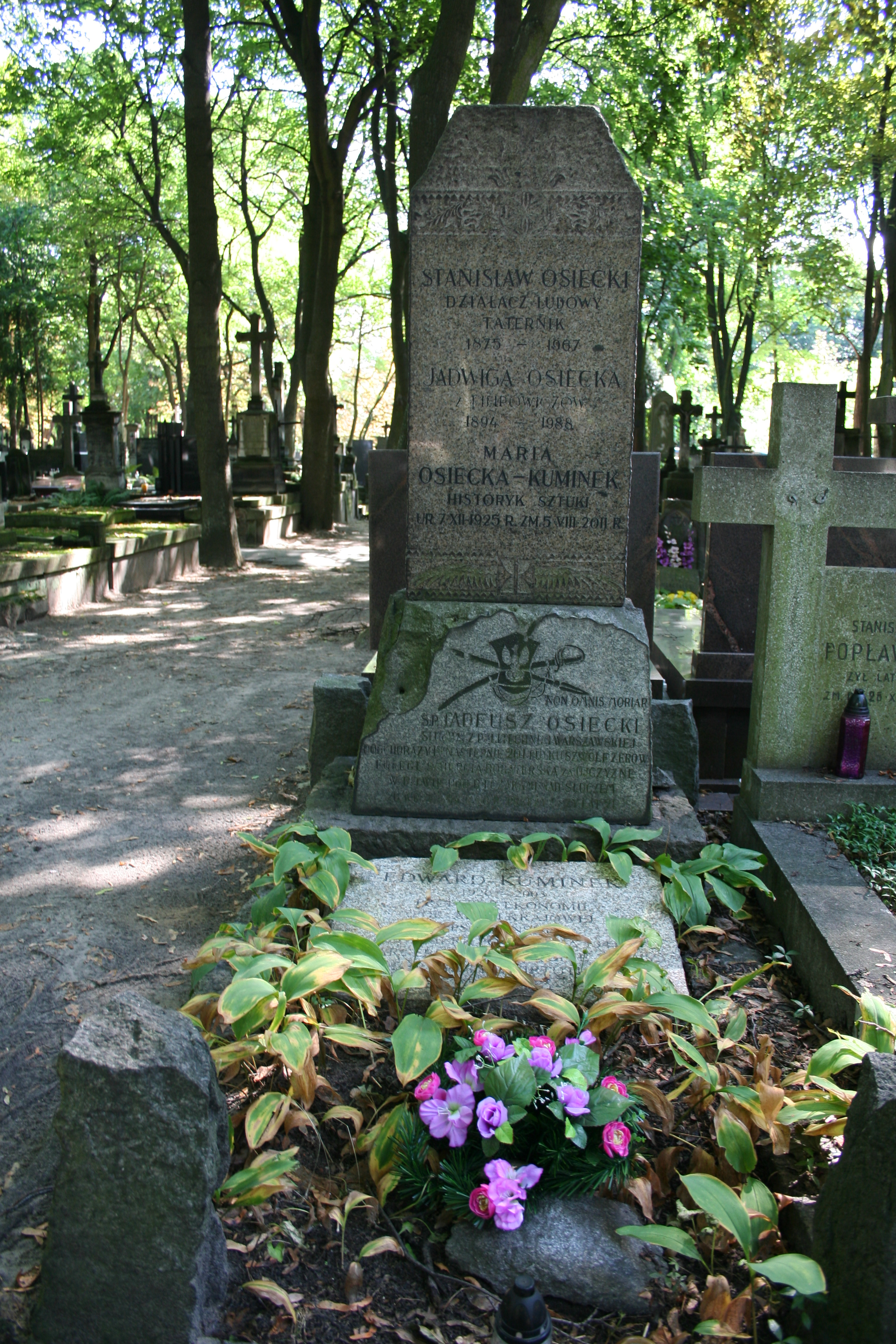
Grób Stanisława Osieckiego i Marii Osieckiej-Kuminek na warszawskim cmentarzu Powązkowskim

## Wybrana filmografia
jako autorka dekoracji wnętrz:
- Smuga cienia (1976)
- Człowiek z marmuru (1976)
- Sprawa Gorgonowej (1977)
- Bez znieczulenia (1978)
- Rodzina Połanieckich (1978) - serial
- Panny z Wilka (1979)
- Dyrygent (1979)
- Królowa Bona (1980) - serial
- Epitafium dla Barbary Radziwiłłówny (1982)
- Danton (1982)
- Thais (1983)
- C.K. Dezerterzy (1985)
- Lawa (1989)

jako autorka scenografii:
- Powrót Arsène’a Lupin (1989) - serial